# 洪英姬
洪英姬（1955年9月16日—），朝鮮著名电影演员，人民演员称号获得者，因主演《卖花姑娘》而闻名。
1971年，17岁的洪英姬便被选中出演《卖花姑娘》的女主角花妮。她因此获得了“功勋演员”称号，而她塑造的这一经典形象后来还出现在了朝鲜一元纸币上。此后她进入平壤话剧电影大学深造。毕业后曾主演《第十四个冬天》等片，并获得了“人民演员”称号。